# Lepčajščina
Lepčajščina, ali Róng jezik (Lepča: ᰛᰩᰵᰛᰧᰵᰶ; Róng ríng), je  Himalajski jezik, ki ga govori  Ljudstvo Lepča v Sikimu, Indiji in delih Zahodne Bengalije, Nepalu in  Butanu.

## Prebivalstvo
Lepčajščino govorijo manjšine v indijskih zveznih državah Sikim in Zahodni Bengaliji ter delih Nepala in Butana. Tam, kjer se govori, se šteje za aboridžinski jezik, ki je pred prihodom tibetanskih jezikov ( sikimščina, dzongkha in drugih) in novejšega nepalskega jezika . Govorci lepčajščine obsegajo štiri različne skupnosti: Rendžóngmú iz Sikima; Támsángmú iz Kalimponga, Kurseonga in Mirika; Kilámmú v okrožju Ilam v Nepalu ; in Promú v jugozahodnem Butanu. Skupine, ki govorijo lepčajščino v Indiji, so večje od tistih v Nepalu in Butanu.
Indijski popis je poročal o 50.000 govorcih lepčajščine, vendar je število domačih govorcev lepčajščine v Indiji morda bližje 30.000.

## Razvrstitev
Lepčajščino je težko razvrstiti, vendar George van Driem (2001) predlaga, da je morda najbližja jezikom mahakiranti, poddružini himalajskih jezikov.
Lepčajščina je notranje raznolika in kaže leksikalne vplive iz različnih večinskih jezikovnih skupin v štirih glavnih skupnostih Lepča. Po Plaisierju (2007) ti nepalski in sikimsko tibetanski vplivi ne pomenijo dialektične razlike.
Roger Blench (2013) namiguje, da ima lepčajščina avstroazijski substrat, ki izvira iz zdaj izumrle veje avstroazijskega jezika, ki jo imenuje "Rongic".

## Lastnosti
Lepčajščina je netonski kitajsko-tibetanski jezik, čeprav ima fonemski poudarek ali višino, ki je lahko označena v pisavi lepča. Velik del njegovega leksikona je sestavljen iz enozložnih elementov.
Zlasti besed, ki se v drugih jezikih običajno štejejo za nespodobne ali tabu, domači govorci ne obravnavajo kot take.

## Pisava in romanizacija
Pisava lepča (znana tudi kot "róng") je zlogovna pisava, ki vsebuje različne posebne oznake in ligature. Njena genealogija je nejasna. Zgodnji rokopisi lepča so bili napisani navpično, kar je znak kitajskega vpliva. Pred razvojem pisave lepča so bila lepča literarna dela sestavljena v tibetanski pisavi.
Lepčajščina je romanizirana po različnih shemah, prevladujoč sistem je Mainwaringov (1876). Večina jezikoslovcev, vključno s Plaisierjem (2007), katerega sistem je uporabljen v tem članku, je sledila spremenjenim različicam sistema Mainwaring. Drugi jezikoslovci in zgodovinarji so uporabljali sisteme, ki temeljijo na evropskih jezikih, kot so angleščina, francoščina in nemščina.

## slovnica
Slovnica lepčajščine vsebuje samostalnike, zaimke, pridevnike, prislove in glagole. Besedni vrstni red je običajno subjekt–predmet–glagol. Morfologija lepčajščine je nekoliko aglutinativna, čeprav je večina golega leksikona lepčajščine sestavljena iz eno- ali dvozložnih besed. Samostalniki so razvrščeni v samostalniške besedne zveze, ki se nahajajo na prvi ali zadnji strani. Relativni stavki in besedne zveze v rodilniku so pred samostalniki, medtem ko označevalci za prikaz, določnost, število, primer in druge sestavine sledijo samostalniku. Lepčajščina je ergativni jezik, kjer ergativni primer označuje prehodnost in zaključenost dogodka. Med različnimi deli govora (tj. konjugacija glagolov) ni slovničnega soglasja. Pridevniki sledijo samostalnikom, ki jih spreminjajo, delujejo kot predikati ali stojijo neodvisno kot imenske glave. Prislovi so na splošno neposredno pred glagoli, reduplikacija pa je na splošno produktivna za časovne prislove (npr. nám, "leto" → nám-nám, "letno"). 

## Poglej tudi
- Lepča pisava
- Sikimski tibetanski jezik
- Jeziki Nepala
- Jeziki Indije
- Jeziki Butana